# الفترة المصرية الانتقالية الأولى
عصر الاضمحلال الأول  أو الفترة المصرية الانتقالية الأولى هو الاسم الذي أطلقه علماء المصريات على الفترة ما بين نهاية الدولة القديمة للمملكة وحلول الدولة الوسطى.

## مصطلح عصر الاضمحلال الأول
كان فترة تدهور وضعف، حيث انهار نظام الحكم المركزي. وتُسمى كل من استطاع باسم فرعون
سقوط الدولة القديمة والثورة الاجتماعية
يطلق مصطلح عصر الاضمحلال الأول في التاريخ المصري القديم على الفترة من نهاية الأسرة السادسة وانهيار السلطة الملكية المركزية. حتى إعادة توحيد البلاد على يد الأسرة الحادية عشرة..وقد حكم البلاد محتلين أجانب بدو شاسو قادمين من الشرق.

## ما ذكر في التاريخ
و يبدو مانيتون.. أو بالأحرى أفريكانوس عن مانيتون.. وهو يكتب مؤرخا لهذا العصر في أسوأ حالاته.. فيذكر أن الأسرة السابعة تتكون من سبعين ملكا حكموا سبعين يوما.. ويؤرخ للأسرة الثامنة بسبعة وعشرين ملكا في 146 عاما.. وللأسرتين التاسعة والعاشرة في العاصمة هيراكليوبوليس (المعروفه باسم إهناسيا) بتسعة عشر ملكا مجتمعين حكموا في 594 عاما.. والأسرة الحادية عشرة في طيبة.. بستة عشر ملكا في ثلاثة وأربعين عاما.
أما رواية إيوسيبوس عن مانيتون فتبدو أقل شطحًا في الخيال.. وإن لم تستلهم من الواقع أقله.. فعلى طول هذه المرحلة لم يُذكر ملك واحد بالاسم عدا أخيتوس.. من ملوك الأسرة التاسعة.. وهو أسوأ من كل أسلافه.
على أية حال ما كتبه مانيتون لا يعدو كونه تاريخا خرافيا.. غير ذي صلة بالواقع.. لكنه في تقسيمه العام قد وضع خطة للكتابة نناقشها فيما يلي.

## نظرية انخفاض درجة الحرارة
تدعي إحدى النظريات أن انخفاضا في درجة حرارة الكوكب قد أدى إلى انخفاض مخيف في مستوى الأمطار الموسمية.. وبالتالي إلى انخفاض مستوى فيضان النيل.. وأن ذلك الانخفاض في مستوى الفيضان قد تتابع لعقدين أو ثلاثة في أواخر حكم بيبي الثاني.. منذ نحو 2200 سنة قبل الميلاد.. ويظهر ذلك في انخفاض مستوى المياه في بحيرة منخفض الفيوم انخفاضا ملحوظا.. مما أدى إلى مجاعة هائلة.. ولعل المثل المصري القديم عن انخفاض مستوى النهر حتى لتعبره على الأقدام دليل على تلك المأساة..
و لما كان هذا الانخفاض في مستوى الأمطار عالميا فإنه لم يكن يشمل شرق أفريقيا فحسب.. بل امتد إلى الشرق الأوسط.. مما أدى إلى نزوح جماعات هائلة من سكان شرقي النيل وغربه إلي وادي النيل التماسا للغذاء..
و تفصيل ذلك أن البدو رغم الهزيمة المنكرة التي لحقت بهم في عهد بيبي الأول لم يفقدوا الأمل في غزو مصر التي كانت في تلك الفترة تزخر بالثراء والغنى.. وقد سنحت لهم الفرصة في عهد بيبي الثاني لنيل مآربهم إذ كانت الأحوال مهيئة لذلك فقد كان كل حاكم من حكام المقاطعات الوراثيين في الوجه القبلي منهمكا في المحافظة على مقاطعته التي تعد بمثابة مملكة صغيرة مستقلة ضد المجاعة.. أما في الوجه البحري فيحتمل أن القوم كانوا ملتفين حول الملك.. حيث مقر حكمه.. غير أنه ليس لدينا من الوثائق التاريخية ما يحدد لنا الموقف بالضبط.. لكن على أية حال كان موقف الحكومة المصرية في هذا العهد في حالة يرثى لها..

## بداية الفوضي
و كانت الضرائب في مصر تحدد سنويا على أساس مستوى الفيضان.. على أساس مقدار ما يمكن للفلاح زراعته لا على ما يزرعه فعلا.. وربما كان ارتفاع الضرائب في ظل انخفاض المحاصيل هو الشرارة الأولى التي أدت إلى أول ثورة اجتماعية سجلها التاريخ..
و قد كان من جراء امتداد الفوضى أن ساد البلاد الخوف وانتشر القحط.. وعم الانحلال الخلقي وعدم المبالاة بالتقاليد الدينية والمعتقدات الموروثة.. وليس لدينا وثائق تاريخية تنير لنا الطريق خلال هذا العصر المظلم اللهم إلا معلومات ضئيلة جدا.. لكن من جهة أخرى قد اسعفتنا الوثائق الأدبية الشعبية مما يمكن أن نسميه مراثي الدولة القديمة.. وترجع معظمها إلى أوائل الدولة الوسطى.. والواقع أن أزمة هذا العصر قد طال أمدها فأثرت على أذهان القوم.. وبخاصة على أفكار الحكماء وأهل الفكر وعلى خيال القصاصين.. فنراهم يصورون ما حاق بالبلاد من ضعف وشدة وما قاست من ويلات وخراب بعبارات مؤثرة قوية خارجة من الأعماق.. بينما يشير بعضها الآخر إلى غزو الساميين حاملي السهام..
و أهم ما وصل إلينا من هذا العصر كتاب تحذيرات نبي.. وهو من الكتب الأدبية النادرة في حسن تركيبها وتأثيرها في النفس.. حتى أن أدباء العصور التالية كانوا يحتذون منه نموذجا أدبيا يدرس.. ولا نبالغ إذ نقول أن هذه القطعة الأدبية تصف لنا أول انقلاب اجتماعي معروف في التاريخ.. ولعلنا لا نبالغ إذا ما شبهناه بالثورة البلشفية في أوائل القرن العشرين..

## التحذيرات
و موضوع هذه التحذيرات هو أنه حاقت بالبلاد مصيبة شنعاء في عهد أحد حكام الأزمان القديمة.. فثار عامة الناس على الموظفين وعلية القوم.. وعصي الجند المرتزقة من الأجانب قادة البلاد.. ويحتمل أن الساميين قد هددوا الحدود الشرقية أيضا.. وبذلك انحل الحكم المنظم في مصر بالجملة.. لكن الملك الطاعن في السن كان يعيش في طمأنينة في قصره.. لأنه كان يغذى على الأكاذيب.. وعندئذ ظهر حكيم يدعى إي بور وأخبر الملك بكل الحقيقة فوصف له البؤس الذي عم البلاد وتنبأ بما سيأتي بعد.. وحرّض سامعيه على أن يحاربوا أعداء البلاد.. وذكّرهم بأن العبادات لابد أن تعاد إلى ما كانت عليه..

## اختفاء مصر
و العهد الذي حدث فيه هذا الانحلال لابد وأن يكون في نهاية الدولة القديمة.. وذلك أنه أنه في ختام الأسرة السادسة اختفت مصر عن الأعين فجأة وصارت في ظلمة كأن مصيبة عظمى قد نزلت بها.. وأن ما ذكر هنا من أن الملك الذي كان يخاطبه الحكيم كان مسنا ليتفق تماما مع الحقائق التاريخية.. لأن الملك الذي اختفت معه الدولة القديمة لابد وأن يكون بيبي الثاني الذي جلس على العرش في السنة السادسة من عمره.. وحكم أربعة وتسعين عاما.. كما نقل المصريين أنفسهم..
يبتدئ المتن بوصف البؤس العام الذي حل بالبلاد من سرقة وقتل وتخريب وقحط.. وتفكك الإدارة والقضاء على التجارة الخارجية.. وغزو الأجانب وتولية الغوغاء مراكز الطبقات العليا.. فيذكر الحكيم أن أهل الصحراء قد حلوا مكان المصريين في كل مكان وأصبحت البلاد ملآي بالعصابات.. حتى أن الرجل كان يذهب ليحرث أرضه ومعه درعه.. وشحبت الوجوه وكثر عدد المجرمين ولم يعد هناك رجال محترمون.. وفقد الناس الثقة في الأمن.. وعلى الرغم من فيضان النيل فقد أحجم الفلاحون عن الذهاب لفلاحة أرضهم خشية اللصوص وقطاع الطرق.. وصارت النساء عواقر ولم يعد هناك حمل.. بسبب إعراض خنوم عن هذا العمل غير المجدي..
و أصبح المعوزين يمتلكون أشياء جميلة.. بينما نجد الأشراف في حزن لا يشاطرون أهليهم أفراحهم.. ثم إن القلوب صارت ثائرة والوباء انبعث في كل الأرض.. والدم أريق في كل مكان.. وكثر عدد الموتى حتى أصبحت جثثهم من الكثرة بحيث استحال دفنها.. ولذلك فإنها ألقيت في الماء كالماشية الميتة.. وأصبح أصحاب الأصل الرفيع مفعمين بالحزن بينما امتلأ الفقراء سرورا.. وكل بلدة تنادي قائلة.. فليقص أصحاب الجاه عنا.. وصارت الأرض تدور كعجلة الفخاري.. فأصبح اللص صاحب ثروة.. وتحول النهر إلى دماء عافتها النفوس.. ودمرت البلاد وصار الوجه القبلي صحراء جرداء.. وأصبحت التماسيح في تخمة بما قد سلبت.. وانتشر حفارو القبور في كل مكان بسبب كثرة الموتى.. وخربت البيوت.. وأصبح المصريون لا يرون الآن..
و صار الذهب واللازورد والفضة والياقوت تحلي جيد الجواري بينما تمشي السيدات النبيلات في طول البلاد يقلن: ليت لدينا بعض الشيء لنأكل.. وصارت أعضاؤهن في حالة يرثى لها لما عليها من خرق بالية وقلوبهن تنفطر حزنا عندما يشاهدون أنفسهن على حالتهن هذه..
و أصبح مهندسو السفن الملكية يشتغلون عمالا عاديين.. ولم يعد الناس يذهبون إلى ببلوص.. جبيل لبنان.. لإحضار خشب الأرز لأجل الموميات وأصبحت المدن لا تؤدي الضرائب بسبب القلائل وأصبحت الخزينة من غير دخل..
و قضي على الضحك فلم يعد يسمع.. بينما أخذ الحزن يمشي في طول البلاد وعرضها ممزوجا بالأسى.. وكره الناس الحياة حتى أصبح كل واحد منهم يقول: ياليتني مت قبل هذا.. والأطفال الصغار يقولون: كان يجب عليه ألا يجعلنا على قيد الحياة.. وأولاد الأمراء يضرب بهم عرض الحائط.. والأطفال حديثو الولادة يلقون على قارعة الطريق..
و انتزعت موميات علية القوم من مقابرهم وألقيت في الطريق العام.. وأصبح سر التحنيط جهرا.. وألقي المواطنين على أحجار الطواحين.. وأصبح الذين كانوا يرتدون الكتان الجميل يجلدون.. واضطرت سيدات الطبقة الراقية اللائي كن يسكن في البيوت إلى العمل الشاق في حرارة الشمس.. وأصبحت اللائي كن على أسرة أزواجهن ينمن على مضاجع مقضة.. وصارت السيدات مثل الجواري.. وتحولت أغاني العازفين أناشيد حزن..
و أصبح الرجل الأحمق يشك في وجود الإله فيقول: إن عرفت أين يوجد الإله قدمت له قربانا.. وأصبحت الماشية والقطعان تندب بسبب حالة البلاد.. والرجل يقتل أخاه من أمه.. والطرق شائكة فاللصوص يكمنون في الحشائش حتى يأتي المسافر في ظلام الليل ليسلبوا منه حمله ويسرقوا ما عليه ثم يضربونه بالعصى حتى يقطع نفسه ثم يذبح ظلما..
و قد انمحى ما كان يشاهد بالأمس واتلفت المحاصيل وأصبح القوم يأكلون الحشائش.. ولم عد هناك فاكهة ولا أعشاب تقدم للطيور.. وقد أصبحت القاذورات تختطف من أفواه الخنازير بسبب الجوع.. وانعدمت الغلال.. وجرد القوم من الملابس والعطر والزيت وصارت المخازن خاوية..
و سلبت كتابات قاعة المحاكمة الفاخرة.. وأذيعت التعاويذ السحرية التي كانت ملكا للحكومة.. ونهبت الإدارات العامة.. ومزقت قوائمها.. وذبح الموظفون وصار القوم يطأون بأقدامهم قوانين قاعة المحاكمة.. والفقراء يروحون ويجيئون في البيوت العظيمة.. المحاكم العليا القديمة.. دون خوف أو وجل..
بعد ذلك يأخذ الحكيم في وصف مصائب حلت بالبلاد تفوق بمراحل تلك التي سبق أن شكا منها.. إذ تنهار الملكية وينتصر العامة.. وهنا يظهر ثانية كيف أن الأغنياء قد صاروا فقراء بينما أصبح الغوغاء أثرياء فيقول:
انظر.. فقد حدثت أشياء لم تحدث فيما مضى.. إذ اغتصب الفقراء القبر الملكي.. وأصبح الملك الذي دفن كصقر يرقد على نعش.. وآل الأمر إلى أن حرمت البلاد الملكية بسبب بعض القوم الذين لا شعور لهم.. وأظهر الناس العداء للملك الذي جعل الأرضين في سلام.. وأفشيت الأسرار الملكية وصار مقر الملك رأسا على عقب.. وامتلأت الأرض بالعصابات واغتصب الجبناء الرجال الشجعان.. وأصبح من لم يكن في مقدوره أن يصنع لنفسه تابوتا يملك قبرا قد اغتصبه لنفسه.. وألقي بأرباب المكان الطاهر.. على قارعة الطريق.. وحدث أن الذي لم يكن يستطيع أن يقيم لنفسه حجرة أن ملك فناء مسورا.. وطرد حكام البلاد وأصبحوا ينامون في المخازن.. واضطرت السيدات الكريمات إلى الرقاد على الفراش الخشن.. وأصبح الرجل الميسور ينام ظمآنا.. وذلك الذي كان يستجدي العقار صار يملك الجعة المسكرة.. والذين كانوا يملكون الملابس أصبحوا في خرق بالية.. وذلك الذي لا ينسج لنفسه أصبح يمتلك الكتان الجميل.. ومن لم يبن لنفسه قاربا أصبح الآن صاحب سفن.. ومن لم يكن له ما يظله أصبح يملك الأفياء..
و هؤلاء الذين كانوا يملكون ما يأويهم أصبحوا الآن عرضة لزعازع العواصف.. وأصبح من كان يجهل الضرب على العود يملك قيثارا.. وذلك الذي لم يكن يغني له أحد أصبح الآن مثني عليه من معبودة الموسيقى.. وأصبح من كان ينام أعزبا بسبب الحاجة يجد الآن سيدات نبيلات.. ومن كان لا يملك شيئا صاحب ثروة.. ويمتدحه الأمير تملقا.. ومن كانت لا تملك صندوقا صارت صاحبة صوان.. ومن كانت تشاهد وجهها في الماء صاحبة مرآة.. وأصبح القصابون يغشون المعبودات فيقدمون لها ذبيحة من الأوز بدلا من الثيران.. ولم يعد هناك موظف في موضعه اللائق به.. وأصبح الناس كالقطيع المذعور منغير راع.. أما الماشية فهي تجول ولا أحد يعنى بها.. وكل إنسان يأخذ لنفسه ما يريد منها.. وأصبح الرجل يذبح أخوه بجواره فيتركه في الضيق لينجو بنفسه.. ولم يعد هناك صانع يعمل إذ أن العدو قد حرم البلاد حرفها..
ثم يأخذ الحكيم في حث المخلصين للعرش على مقاومة أعداء الجالس عليه فيأمرهم بتدمير خصوم المقر الملكي.. صاحب الموظفين المتفوقين والقوانين العدّة..
ثم ينتقل الحكيم إلى تذكير القوم بعبادة المعبودات القديمة.. وكيف كانت تجري فيما مضى.. وكيف يؤول أمرها في المستقبل.. فيذكرهم كيف كانت تجلب الإوز سمينة وتقرب.. وكيف كانت تقام عمد الأعلام عند مداخل المعابد.. وتنقش ألواح القربان.. وكيف كان الكهنة يطهرون المعبد.. وكيف كانت ترعى الأنظمة.. وتذبح الثيران..
ينتقل الحكيم بعد ذلك إلى مخاطبة الملك المسن فيقول له: إن القيادة والفطنة والصدق معك.. ولكنك لا تنتفع بها.. فالفوضى ضاربة أطنابها في طوا البلاد وعرضها.. ولكنك مع ذلك تغذى بالأكاذيب التي تتلى عليك.. فالبلاد قش ملتهب والإنسانية منحلة.. ليتك تذوق بعض هذا البؤس بنفسك..
بعد ذلك يصف لنا الوقت السعيد الذي يحفظه المستقبل.. فيذكر أنه عندما تشيد ايدي الناس الأهرام.. وتحفر البرك وتنشئ للمعبودات مزارع فيها أشجار.. وعندما يكون السرور شاملا وكبار الموظفين واقفين ينظرون إلى الأفراح وهم يرتدون أجمل الثياب.. وعندما تكون الأسرة الوثيرة ووسادات العظماء محمية بالتعاويذ التي تقيهم الأرواح الشريرة..
بعد ذلك نشاهد فجوة في المتن.. لابد وأنها كانت تحوي رد الملك على هذا الكلام..
ثم يجيبه الحكيم بأن القوم يغطون وجوههم من المستقبل ويستمر في وصف سوء حال البلاد.. واقتحام مقاصير القبور وحرق التماثيل.. غير أن المتن مهشم تماما..
و نخلص من هذا المتن أن المجاعة قد حدثت.. تلتها ثورة اجتماعية.. واكبها غزو أجنبي أطاح بالدولة من أساسها..
و إذن الأغلب أن الساميين من سوريا قد غزوا البلاد.. ولابد أن ذلك الغزو قد بدأ من شرق الدلتا.. ولعله أمتد حتى شمل أجزاء من الوجه القبلي كما يظن الأستاذ بتري.. ولعل بعضهم قد تسمى فرعونا على نحو ما نرى من الأسماء السامية في ملوك الأسرة السابعة.. ولعل الأسرة السابعة المنفية نفسها هي بقية الأسرة السادسة التي حكمت من نفس المكان وقد أظهرت الاعتراف بسيادة الساميين في الدلتا عليها لفترة ما.. يدل على ذلك تذبذب الأسماء فيها بين المصرية والسامية.. لكن ذلك كله محض رجم بالغيب.. والعلم عند علام الغيوب..
و لعل في ظهور الأزرار التي كانت تتخذ منذ نهاية الأسرة السادسة ثم اختفت في الأسرتين التاسعة والعاشرة.. دليل على انعدام الصلة السياسية لا العرقية بين الساميين والليبيين..
مرن رع – أنتي إم ساف الثاني	2185 – 2184
نتري كا رع 			2184 - 2183
من كا رع			2183 – 2181
و قد عثر على اسمه في ورقة تورين..
الأسرة السابعة
أسرة محلية في منف..
و قد روى مانيتون أن هذه الأسرة كانت تضم سبعين ملكا حكموا سبعين يوما.. ولا نظن أن مثل هذه الأسرة لها وجود بهذه الصفة.. وربما ضرب مانيتون ذلك مثلا للفوضى العامة في ذلك الوقت..
و الظاهر أن ملوك تلك الأسرة لم يشيدوا مبان عظيمة كأسلافهم.. كما لم يعثر في محاجر سيناء أو الحمامات على أي أثر منقوش.. وكان المتبع من قبل أن كل ملك من الذين أقاموا المباني الضخمة أن ينقش اسمه على صخور تلك الجهات تذكارا للحملات التي تجلب الأحجار النادرة لعماراته ومقابره.. والواقع أننا لا نعرف شيئا عن آثار من الأسرة السابعة..
نفر كا رع الأول 			2181 - ؟
و قد عثر له على بعض الجعارين..
نفر كا رع – نيبي
جيد كا رع – شيماي
و قد عثر على اسمه في ورقة تورين..
نفر كا رع – خندو
و قد عثر له على أسطوانة من حجر اليشم الأخضر.. ويعتقد أنها صناعة سورية..
مرن حور (مرسى ان حور ؟ ؟)
نفر كا مين
ني كا رع.. رع إن كا
و قد عثر على جعران له.. وعلى الرغم من الإشارات المصرية التي وجدت عليه فإن الرسم الذي عليه تدل على أصل سامي.. وهو يشبه الرسم على أسطوانة الفرعون خندو..
نفر كا رع – تلولو.. رب الشمال
نفر كا حور 			؟؟؟؟ - 2173
و قد عثر له على مراسيم..
و من المحتمل جدا أن الأسرة المنفية التي لم تستمر لأكثر من تسع سنين قد اختفت حوالي عام 2173.. والظاهر أن قبل هذا التاريخ بعامين كانت المملكة الشمالية قد حرمت ريفها الخصيب.. إذ اقتطع منها أقليم آخر يحوى عدة مقاطعات.. وذلك أن حاكم مقاطعة أهناس.. هيراكون بوليس.. واسمه خيتي قد أعلن نفسه فرعونا على مصر العليا والسفلى.. واتخذ لنفسه لقب مر إيب..
و لا يعلم كيف انتهت تلك المملكة المنفية.. على أن شواهد الأحوال كلها كانت تنذر بسقوطها.. إذ كانت فريسة بين الساميين الذين كانوا يحتلون الدلتا.. وبين ملوك أهناس الجدد..
و في ذلك الحين نجد مصر مقسمة ثلاثة أقسام.. ففي الوجه البحري كانت الدلتا في يد الساميين القادمين من سوريا.. وفي مصر الوسطى كان حكام أهناس من الجنس الليبي هم المسيطرون.. وفي الوحه القبلي كانت البلاد ملتفة حول حكام طيبة..
الأسرة الثامنة
من قفط
و الظاهر أنه كان من جراء الحركة التي قام بها حكام المقاطعات للمحافظة على مقاطعاتهم من المجاعة منذ الأسرة السادسة.. أن انفصل الأمراء المحليين بما تحت أيديهم من مقاطعات.. ثم ما يستتبع ذلك من معارك محلية نستمع إلى صداها في تحذيرات إيبور ونقوش مقبرة حاكم إدفو عن معركة بين فقط وطيبة من ناحية.. وإدفو وألفنتين وهيراكو بوليس من ناحية أخرى.. ولعل في ذكرى هذه المعركة الغامضة ما يشير إلى وجود أمثالها مما لم يصل إلينا نبأه..
و يبدو أن حاكم مقاطعة قفط آنس من نفسه القوة فضم إلى مقاطعته المقاطعات السبع العليا من الوجه القبلي.. وأسس مملكة مستقلة تحت سلطانه عن أسرة منف.. والمرجح أن هذه الأسرة قفطية قد مكثت نحو أربعين سنة..
و نجد في قائمة العرابة المدفونة أسماء 17 ملكا حكموا زمنا في عهد هذه الأسرة.. وفي قائمة تورين ثمانية ملوك فقط.. أما مانيتون فيذكر أن عدد ملوكها ثمانية عشر ملكا دون ذكر أسمائهم.. على حين أن قائمة سقارة لم يرد فيها ذكر فرعون بعد بيبي الثاني إلى أوائل الأسرة الحادية عشرة.. أي أنها أهملت الأسرات السابعة والثامنة والتاسعة والعاشرة..
أما الآثار فلم تكشف ما يشفي الغلة.. حقا أنه يوجد في سقارة بعض أهرام لابد أنها أقيمت بعد عهد بيبي الثاني.. غير أن اسم ملك ما لم يتحقق من بينها..
و إذا حكمنا من خلال الأسماء التي ذكرتها قائمة العرابة المدفونة فنجد نفر كا رع.. وددف رع.. ونفر إر كا رع.. وغيرها من الأسماء المصرية الصميمة مما يرجح أن سيادة الساميين لم تصل قط إلى ذلك العمق..
و قد كانت نقطة ضعف ملوكها أن غمروا وزرائهم الذين كانوا ينتخبون من أسرة خاصة بسلطة واسعة.. حتى أنهم كانوا في الواقع هم المسيطرون الحقيقيون على شئون المملكة..
و قد عثر على مقبرة لأحد حكام مقاطعة إدفو في بلدة المعلة.. منتصف الطريق بين إسنا وأرمنت على الشاطئ الأيمن للنيل.. ويفهم من نقوشها أن الحركة الانفصالية التي قام بها فراعنة قفط لم تقبلها المقاطعات الثلاثة الجنوبية.. ألفنتين وإدفو وهيراكن بوليس.. بل حارب أهلها من أجل استقلالهم ضد طيبة وقفط.. في جانب ملك لم تعينه النقوش.. وقد ختمت هذه الحروب بانتصار طيبة وقفط..
واج كا رع – بيبي سنب		2173 – 2169
نفر كا مين – عنو			2169 – 2167
قا كا رع – إبي			2167 – 2163
نفر كاو رع الثاني – خا_ _ 	2163 – 2162
نفر كاو حور – خوي هاب		2162 – 2161
Neferkawhor Khuwihap
و قد عثر له على عدة مراسيم في قفط نفسها..
منها مرسوم خاص بوقف تمثال لفرعون.. وقد ارسل الأمر الخاص بهذا الوقف إلى رئيس كتبة الحقول للمقاكعات الخامسة والسادسة والسابعة والثامنة وو التاسعة.. من مقاطعات الوجه القبلي لتنفيذه.. ولا نزاع في أن جميع الحقول الفرعونية في المقاطعات المذكورة هي المقصودة بحبسها على التمثال.. مما يدل على ضئالة ممتلكات الفرعون في تلك المقاطعات.. ولا ريب أن سبب تناقص أملاك الفرعون إنما يعزى إلى ما كان يهبه الفرعون من ها لحكام الأقاليم الوراثيين.. مما زاد في سلطانهم وقلل نفوذه..
و منها مرسوم آخر ينصب فيه الفرعون وزيره شماي مديرا على الوجه القبلي.. ويضع تحت سلطانه الإثنتي والعشرين مقاطعة التي كان يشملها صعيد مصر مع ذكر كل منها حسب ترتيبها الجغرافي..
و مرسوم آخر يلي السابق يعين فيه الفرعون وزيرا آخر.. لعله ابن شماي ليكون مديرا للوجه القبلي وقد حدد اختصاصاته بالمقاطعات السبع الجنوبية فقط.. ولعل الوزير قد أشرك معه ابنه في المقاطعات التي تحت سلطانه.. ويمكننا أن نستنتج أن وظيفة الوزير التي أنشأها الفرعون لكبح جماح حكام الأقاليم قد أصبحت، تبعا لروح العصر وراثية.. يتولاها الابن عن الأب.. مما جعل نفوذ الملك صفرا..
نفر إر كا رع 			2161 – 2161
دمزاب تاوي (دمج اب تاوي)		؟؟؟؟
و قد عثر له على مرسوم في قفط.. وهذا الفرعون لم يذكر في قوائم الفراعنة المعروفة لذلك العهد.. غير أنه من المحقق أنه كان من هذه الأسرة.. وقد تأكد ذلك من اسم الوزير الذي ذكر معه..
و قد جاء في هذا المرسوم أن الفرعون كان يهدد بالعقاب الصارم كل أهل هذه الأرض الذين يعتدون على الأوقاف أو يتلفون أو يهشمون النقوش أو المعابد أو موائد القربان أو تماثيل الوزير إدي التي توجد في كل المعابد والأماكن الدينية..
أليس من المدهش أن نرى للوزير إدي تماثيل وقربان في كل المعابد التي في الوجه القبلي.. وأن يحافظ عليها ويعتنى بها بهذه الكيفية.. وأدهش من ذلك أنه بجانب العقاب الدنيوي الذي يلقاه كل من يتعدى على حقوق هذا الوزير نرى فرعون يعلق أهمية كبرى على العقاب في الآخرة.. يقول: إن المعتدين لن يجمعهم الإله مع الملائكة المطهرين.. بل سيوثقون ويكبلون ويساقون أسرى للمعبود أوزير ولمعبودات مدنهم..
و هنا نشاهد أن أوزير والمعبودات المحلية صارت تعد قضاة.. وقد كانت هذه المكانة محفوظة من قبل لرع.. مما يدل على الانقلاب الديني ضد عبادة أون ومملكة منف..
و أخيرا نراه يهدد بسخطه وغضبه كل الموظفين.. بما فيهم الفرعون والوزير والأمراء الذين يعارضون تنفيذ هذا المرسوم.. ! !..
و يضاف إلى هؤلاء عدة ملوك لا يعرف عنهم غير أسمائهم..
واج كا رع
سخم كا رع
إتي
إيمحتب
إسو
إتنو
و لا يعرف كيف اختفى أمراء قفط الذين كانوا أصحاب السلطة في المقاطعات الجنوبية.. وربما يعزى ذلك إلى ضعفهم وتغلب حكام طيبة عليهم..
و يظن الأستاذ بتري أن الوجه القبلي قد غزاه في ذلك الوقت قوم من الجنوب.. وكان من جراء ذلك أن استوطن الغزاة طيبة.. وكان منهم فيما بعد سلالة ملوك الأسرتين الحادية والثانية عشرة.. ومما يدعم هذا الفرض وجود دم نوبي في هؤلاء الملوك الذين كانوا يتسمون بأسماء منتوحتب.. وسنوسرت.. وامنمحيت..
كانت البلاد قد اجتيحت من أطرافها.. فالساميون من الشرق والنوبيون من الجنوب واللوبيون من الوسط.. وعادت البلاد سيرتها الأولى من الانقسام والفوضى.. ولم يبق فيها تحت سلطان الجنس المصري الحقيقي إقليم واحد..
الأسرة التاسعة
في هيراكليو بوليس..
كان مقر فراعنة الأسرتين التاسعة والعاشرة مدينة هيراكليو بوليس.. وتعرف الآن باسم اهناس المدينة.. ويظن بعض المؤرخين أن ملوكها من أصل ليبي.. وأنهم غزوا مصر عن طريق الفيوم حتى وصلوا إلى مدينة أهناس.. واتخذوها عاصمة لملكهم.. لما لها من مكانة تاريخية ودينية.. فضلا عن كونها أعظم مدينة صادفتهم أثتاء زحفهم على البلاد..
و الواقع أن مدينة أهناس كانت حاضرة ملوك الوجه القبلي.. نسوت.. قبل توحيد الأرضين.. هذا إلى أنها كانت من أقدم المواطن المقدسة في البلاد.. إذ يعزى إليها في الأساطير أن شو معبود الهواء قد رفع في هذه المدينة السماء عن الأرض.. وكانتا رتقا إذ ذاك.. وجعل الأرض يبسا.. وجاء كذلك في الأساطير أن رع معبود الشمس أرسل إلى هذه المدينة المعبودة سخمت.. وتختص بالحرب.. لتهلك بني الإنسان بسبب عصيانهم وثورتهم على هذا المعبود المسن.. وفي القصص الديني أن أوزير وحور ابنه قد توجا ملكين على البلاد في هذه المدينة.. وقد ذكر في كتاب الموتى – فصل 125 أنها أصل أحد القضاة الأثنين والأربعين الذين يحاكمون في قاعة الحساب.. ويدعى كاسر العظام..
و لا ريب أن دخول الليبيين مصر عن طريق الفيوم لا يبتعد كثيرا عن فترة دخول الساميين الشرقيين.. إذ نجدهم يستولون في 2175 على مقاطعات الأسرة السابعة المنفية في شمال الصعيد.. مما عجل بسقوطها..
مري إب رع خيتي – أختيوس الأول	2160 - ؟؟؟؟
تركنا الدلتا عام 2173 وهي في يد الساميين وقد انهارت الأسرة المنفية بسبب فقدانها ريفها الخصب غذ سلبه منها ملوك أهناس.. والظاهر أن الفترة من 2173 إلى 2160 قد قضاها ملوك أهناس في حروب مع الساميين للسيطرة على الدلتا.. على أنه ليس لدينا وثائق تدعم هذا الزعم..
و يبدو أن أسلافه قد اقتضوا أمدا من الزمن حتى يتشربوا بالمدنية المصرية ويطلقوا على أنفسهم ألقاب الملك..
و قد كان لخيتي الأول شهرة سيئة في التاريخ.. إذ تذكر الروايات عن مانيتون أن من بين الملوك التسعة عشر الذين حكموا في اهناس كان اختبوي خيتي أسوأ أسلافه.. وقد أنزل الضرر بكل سكان مصر.. وانتهى الأمر به إلى الجنون.. وأغتال حياته تمساح في مثل صارخ على العدالة الإلهية.. وعن ارستاتونيس السكندري أن الفرعون السابع والعشرين من ملوك طيبة ويدعى خوتورتوروس العاتي حكم سبعة أعوام ارتكب خلالها مظالم كثيرة..
و لا نزاع في أن خيتي الذي عثر على اسمه في النقوش هو نفسه أختيوس الذي يذكره مانيتون.. غير أنه ليس لدينا من الوثائق التاريخية ما يؤكد وصف مانيتون.. لكن حوادث التاريخ خير شاهد على أن الذين يقومون بتأسيس دولة باغتصاب عروش غيرهم لا يبالون بما يعترضهم.. ولا يقيمون وزنا للمظالم التي يرتكبونها في سبيل أغراضهم..
و لا غرابة إذا كان خيتي قد ظهر بمظهر المتوحش عند تأسيس ملكه في إهناس.. ولا غرابة إذا كان قد أحاط نفسه بهالة من الخوف حتى لا ينازعه أحد..
ملك مجهول
نفر كا رع الثالث
نب كاو رع – أختيوس الثاني
و قد جاء ذكره في قصة الفلاح الفصيح.. ويبدو بلا شك ممتازا بالنكات.. ويعده بعض المؤرخين آخر ملوك هذه الأسرة..
ست أوت اختوي الثالث
ملك مجهول
الأسرة العاشرة
في هيراكليو بوليس
مري حات حور			2130 - ؟؟؟؟
نفر كا رع الرابع - اختوي الرابع
وان كا رع (واح كا رع) – أختيوس الخامس
و يبدو أن البلاد كانت في ارتباك شديد ومشاحنات من طرفيها.. ولم يكن في مقدور فرعون إهناس أن يقبض على زمام الأمور.. فكانت الدلتا كما ذكر خيتي الثالث عندما كان ينصح ابنه خيتي الرابع في حال سيئة.. ولم يكن في مقدور خيتي الثالث إلا أن يهدئ الأحوال بعض الشيء.. وقد واتاه الحظ في الدلتا فنجح في التغلب عليها..أما في الجنوب فكان حظه عاثرا..
إذ منذ اعتلائه أريكة الحكم قامت بينه وبين أحد البيوتات الكبيرة في الجنوب منازعات كان لها خطرها عليه وعلى أخلافه.. وكان مقر حكومة هذا البيت الكبير الذي ظهر في الجنوب بلدة طيبة.. وكان حاكمها هو أنتف عا ابن أنتف الأول مؤسس هذا البيت..
و من المحتمل أنه لم يمض طويل زمن على تولي أنتف عا إمارة طيبة حتى قامت المشاحنات بين إهناس وطيبة.. وقد بدأ النزاع من جانب فرعون كما ذكر خيتي الثالث مبديا أسفه على ما بدر منه.. وأن كل هذا قد حدث عفوا.. ولم يشعر بنتائجه حتى حلت الكارثة..
و في بردية تدعى ورقة بطرسبرج.. وصلت إلينا منقولة عن نسخة يرجع تاريخها إلى الأسرة الثامنة عشرة.. في تعاليم وجهها وان كا رع إلى ابنه مري كا رع.. نجد إشارتين إلى سبب النزاع بين إهناس وأمير طينة الذي كان يعد من رعاياه في الظاهر.. يقول: إن مصر تحارب من الجبانة وتخرّب المقابر.. وقد فعلت ذلك نفسي وقد حدث ذلك فعلا.. وهذه إشارة إلى انتهاك حرمة المقابر ولابد أنها تشير إلى مدينة طينة المقدسة.. يقول: إنني استوليت عليها بالهجوم كالصاعقة.. ثم يقول: تأمل لقد حلت في زمني كارثة خرّبت أحياء طينة.. وقد حدث ذلك فعلا.. وقد كنت أنا السبب فيها.. وقد أحسست بجرمي بعد أن اقترفته.. وكان ذلك من سيئاتي.. فاحذر لأنه من عمل سيئة يجزى بمثلها..
و على الرغم من غموض النص فإنه بإمكاننا أن نقرأ من بين السطور أن ملك أهناسيا وأنتف عا أمير طيبة قد أدّعى كل لنفسه السلطان على طينة والعرابة المدفونة التي تتاخمها.. وكان الفرعون يؤازره تف إيب أمير أسيوط يعدان هاتين البلدتين حصن باب الجنوب لأملاكهما.. أما أنتف عا فكان يراهما الباب المؤدي إلى الشمال لأملاك الفرعون.. ومن المحتمل جدا أنه قامت بعض المشاحنات بين القابضين على إدارة تلك الجهة من كلا الجانبين مما أدى إلى نشوب الحرب.. وجعل خيتي يشير في تعاليمه لابنه عن هذا الحادث الذي كان من نتيجته أن نهبت المقابر في تلك الجهات..
والواقع أن سلطان فراعنة أهناس كان ضئيلا.. بل منعدما فيما خلف حدود مدينة طينة وبلدة العرابة المدفونة.. وكذلك كان نفوذه في شمال طيبة نفسها ضعيفا.. ويرجع ذلك إلى أن الأمراء المحليين في أسيوط.. وإن كانوا يدينون بسلطان ملوك أهناس إلا أنهم كانوا في الواقع أعظم منهم قوة وأعز نفرا.. وكانوا يعملون لحفظ كيان الفرعون الآخذ في الانهيار..
و قد خلف أمراء أسيوط وثائق تاريخية منقوشة على مقابرهم الضخمة.. والظاهر أن الأمير الذي كان يدعى خيتي الثاني.. وكان أمراء أسيوط في ذلك الحين يتسمون باسم خيتي تيمنا بفراعنة أهناس.. هو صاحب النقش الأول يتبعه تف إيب ثم خيتي الثاني..
و في النقوش أن أمير مقاطعة أسيوط قد تربى وترعرع مع أولاد فرعون.. يقول هذا الأمير: لقد أمر الفرعون بتعليمي السباحة مع أطفاله.. وذكر أنه كان له جيش وأسطول مؤلف من سفن عظيمة.. وقد جعلها في خدمة مليكه كلما اقتضت الأحوال.. وأنه قام بأعمال مجيدة لمقاطعته.. وأن البلاد قد أثرت في عهده.. يقول: إن أسيوط كانت مرتاحة مطمئنة لإدارتي ودعى الإله لي أهل أهناس..
مري كا رع
ملك مجهول 			؟؟؟؟ - 2040
الأسرة الحادية عشرة
أنتف الأول – سحر تاوي		2134 – 2117				2133 - 2123
أنتف الثاني – واح عنخ		2117 – 2069				2123 - 2074
أنتف الثالث – نخت نبت إب نفر	2069 – 2060				2074 - 2066
نب حتب رع – منتو حتب الأول	2060 – 2010				2066 - 2040
سنخ كا رع – منتو حتب الثاني	2010 - 1998
نب تاوي رع – منتو حتب الثالث	1997 – 1991
كان انتصار الأسرة الحادية عشرة على الأسرة العاشرة التي عاصرتها، إيذانا ببزوغ فجر الدولة الوسطى..

## الأسر
- الأسرة السابعة
- الأسرة الثامنة
- الأسرة التاسعة
- الأسرة العاشرة
- الأسرة الحادية عشرة (طيبة فقط)

السلالة الخامسة
كان من انتشار عبادة الإله الشمس (رع) في بلاد وادي النيل برمتها ازدياد نفوذ الكهنة في بلاد عين الشمس وبدأت طبقة الكهان تتدخل تدخلا مباشرا في أمور الدولة الرئيسية وخصوصا عندما توفي آخر فرعون من فراعنة السلالة الرابعة بدون وريث على العرش الفرعوني.
المملكة المصرية الوسطى